# Barker (Buenos Aires)
Barker é uma localidade do Partido de Benito Juárez na Província de Buenos Aires, na Argentina. Sua população estimada em 2001 era de 1.225 habitantes.